# Richard Pennant (1er baron Penrhyn)
Richard Pennant, 1er baron Penrhyn (1737 - 21 janvier 1808), est le propriétaire du domaine de Penrhyn, à la périphérie de Bangor, dans le nord du Pays de Galles, de six plantations de canne à sucre en Jamaïque. Fervent anti-abolitionniste, il siège à la Chambre des communes entre 1761 et 1790. Il reçoit une pairie irlandaise en 1783 .

## Jeunesse
Il est le deuxième fils de John Pennant, marchand de Liverpool, et de son épouse Bonella Hodges, fille de Joseph Hodges, de la Jamaïque. Il étudie à l'académie de Newcome à Hackney et est admis à Trinity College, Cambridge, le 18 janvier 1754.

## Carrière politique
Il est élu député de Petersfield aux élections générales de 1761, patronné par William Jolliffe en vertu d’un arrangement conclu avec William Beckford. Il a l’intention de devenir député de Liverpool aux élections suivantes, mais lorsqu’un poste devient vacant en 1767, il est élu sans opposition à une élection partielle le 4 décembre 1767. Il réussit à se présenter à Liverpool en 1768 et à nouveau en 1774. Aux élections générales de 1780, il est battu à Liverpool. Sur la recommandation de Fox, il est créé en 1783, premier baron Penrhyn de Penrhyn dans le comté de Lough, en Irlande, même s'il n'est pas irlandais . Une pairie irlandaise ne l’empêche pas de se présenter aux élections à la Chambre des communes du Royaume-Uni car, avant et après l’Union, les pairies irlandaises sont utilisées pour créer des pairs qui ne peuvent pas siéger à la Chambre des lords anglaise.
Aux élections générales de 1784, il se présente de nouveau Liverpool et est réélu député. Lors du parlement qui s'ensuit, il aurait prononcé plus de trente discours sur le commerce des Antilles et de Liverpool. Un débat sur la traite des esclaves a lieu en mai 1788 et il est signalé que les deux seuls membres qui parlent en atténuation ou même en justification du commerce africain sont Penrhyn et Bamber Gascoyne jr. Il se représente à Liverpool aux élections générales de 1790 et est en tête du scrutin, mais se retire en faveur de Sir Banastre Tarleton qui poursuit ses activités anti-abolitionnistes .

## Propriété
Penrhyn possède de vastes propriétés dans Caernarfonshire, dont la moitié vient de sa femme, Ann Susannah Warburton, la fille du général Hugh Warburton, et l'autre moitié de son père qui est l'associé commercial de Warburton. Propriétaire de la carrière d'ardoise de Penrhyn, il joue un rôle de premier plan dans le développement de l'Industrie ardoisière au pays de Galles . Il possède six plantations de sucre en Jamaïque, qui emploient plus de six cents esclaves. La richesse que Pennant tire du sucre et de l'esclavage en Jamaïque est investie dans sa carrière d'ardoise Pennryn .

## La mort et l'héritage
À sa mort, le 21 janvier 1808, l'ensemble des biens de Penrhyn passent à son cousin germain, George Hay Dawkins-Pennant (1763-1840), qui adopte par la suite le nom de famille Dawkins-Pennant. La fille de Dawkins, Juliana, et son mari sont nommés cohéritiers de la succession à condition qu'ils portent également le nom de famille Pennant, condition qu'ils ont dûment acceptée. Le gendre de Dawkins, Edward Gordon Douglas, est plus tard nommé 1er baron Penrhyn de Llandygai .